# Råmebo naturreservat

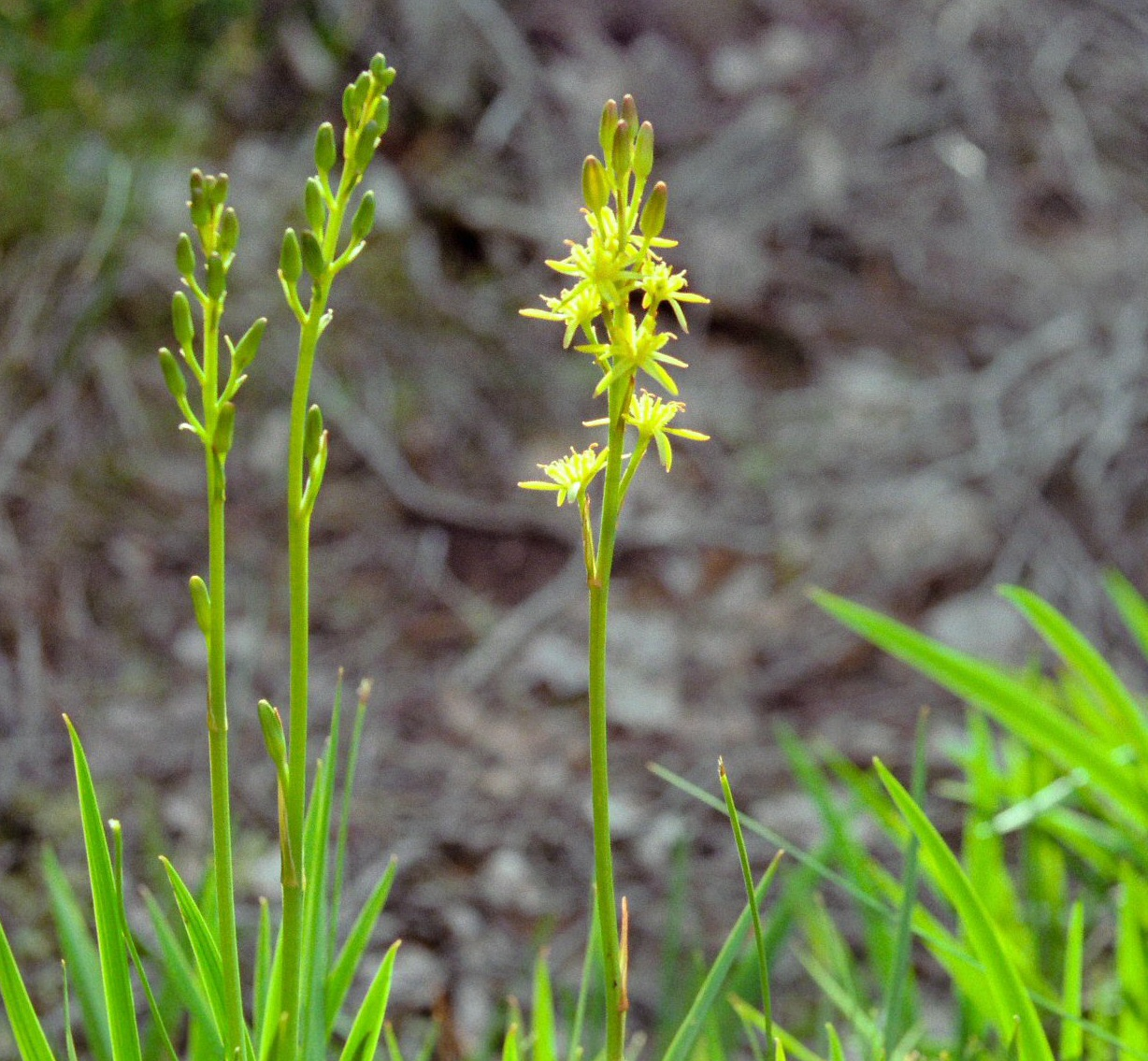
Myrlilja

Råmebo är ett naturreservat i Enslövs socken i Halmstads kommun i Halland.
Reservatet, som ligger strax norr om Simlångsdalen, domineras av över hundraårig bokskog. Skogen har stått orörd under en lång tid och därmed finns det gott om död ved. Veden gynnar många ovanliga skalbaggar och lavar. 
Marken under bokarna är täckt av fjolårslöv men här och var växer blåbär, ekorrbär, skogsstjärna och harsyra. I reservatets norra del finns en mosse. Här växer bland annat myrlilja. Reservatet omfattar 10 hektar och är skyddat sedan 1966.
Alldeles intill ligger den gamla byn, Råmebo. Här har Enslövs Hembygdsförening en hembygdsgård.